# 13th Planet Records
13th Planet Records — лейбл звукозаписи, основанный фронтменом группы Ministry Элом Йоргенсеном и его женой Анджелиной Йоргенсен в 2004 году. Помимо своих задач по раскрутке начинающих исполнителей, 13th Planet охватывал ещё несколько областей музыкальной индустрии, включая менеджмент исполнителей, организацию туров и концертов (например, «C U LaTouR» в 2008 году), непосредственно издание музыкальных записей, начиная с прослушиваний и заканчивая записью в студии.
Лейбл сотрудничал с Megaforce Records в США и Канаде, а дистрибуцию осуществлял через Sony BMG Music Entertainment/RED Distribution.

## Исполнители
- Ministry
- RevCo
- Prong
- Ascension of the Watchers
- False Icons
- ReVamp

## Релизы
- Cocked and Loaded (2006) — Revolting Cocks
- Rio Grande Blood (2006) — Ministry
- Cocktail Mixxx (2007) — Revolting Cocks
- Rio Grande Dub (2007) — Ministry
- The Last Sucker (2007) — Ministry
- Power of the Damager (2007) — Prong
- Numinosum (2008) — Ascension of the Watchers
- Cover Up (2008) — Ministry & Co-Conspirators
- God Complex (2008) — False Icons
- The Wicked Soundtrack (2008) — сборник
- Sex-O Olympic-O (2009) — RevCo
- Adios... Puta Madres (2009) — Ministry
- Power of the Damn Mixxxer (2009) — Prong
- The Last Dubber (2009) — Ministry
- Sex-O MiXXX-O (2009) — RevCo
- It’s Always Christmas Time (2009, Single) — Эл Йоргенсен (совместно с Марком Твейтом)
- Got Cock? (2010) — RevCo
- Voices In My Head (2010) — Эл Йоргенсен